# Margarita Bourbonsko-Parmská
Princezna Margarita Bourbonsko-Parmská, hraběnka z Colorna (nizozemsky: Margarita Maria Beatrix Prinses de Bourbon de Parme; * 13. října 1972, Nijmegen) je nizozemská šlechtična z rodu Bourbonsko-Parmských vévodů a členka širší nizozemské královské rodiny. Podle královského výnosu z roku 1996 vydaného královnou Beatrix má v Nizozemsku jako členka širší královské rodiny nárok na oslovení a titul Její královská Výsost princezna Margarita de Bourbon de Parme.

## Mládí
Narodila se v Nijmegenu jako nejstarší dcera nizozemské princezny Ireny a jejího manžela Karla Huga Bourbonského, vévody z Parmy. Je dvojčetem prince Jaimeho, má také staršího bratra, prince Karla, a mladší sestru, princeznu Carolinu. Jejími kmotry jsou královna Beatrix Nizozemská (teta z matčiny strany) a princ Sixtus Jindřich Bourbonsko-Parmský (strýc z otcovy strany). Je nejstarší vnučkou královny Juliány a prince Bernharda.
V roce 1981 se její rodiče rozvedli. Společně s matkou a sourozenci se přestěhovala ze Španělska do Nizozemska, kde žila se svými prarodiči, královnou Juliánou Nizozemskou a princem Bernhardem Lippsko-Biesterfeldským v Baarnu. Později se přestěhovala do Wijku bij Duurstede. Margarita vystudovala kulturní antropologii na Vrije Universiteit v Amsterdamu a je interiérovou designérkou. Interiérovou architekturu vystudovala v Haagu.

## První manželství a kontroverze
Dne 19. června 2001 se princezna Margarita provdala za podnikatele Edwina Karla Willema de Roy van Zuydewijna, člena nizozemské patricijské rodiny. Civilní sňatek páru se konal v Amsterdamu a římskokatolický sňatek se konal 22. září 2001 v katedrále Panny Marie ve francouzském Auch. Oddal je Ronald Philippe Bär, bývalý biskup z Rotterdamu. De Roy van Zuydewijnovi však nizozemská královská rodina nedůvěřovala, a proto se svatby nezúčastnili někteří její členové.[zdroj?]
Domovem páru byl zámek Bartas v Saint-Georges v Gers ve Francii, ale kolem roku 2004 začala princezna trávit stále více času v Amsterdamu. Dne 13. srpna 2004 vyšlo najevo, že požádala o rozvod; oficiálně se rozvedli 8. listopadu 2006. Z manželství nevzešly žádné děti.[zdroj?]

## Druhé manželství a rodina

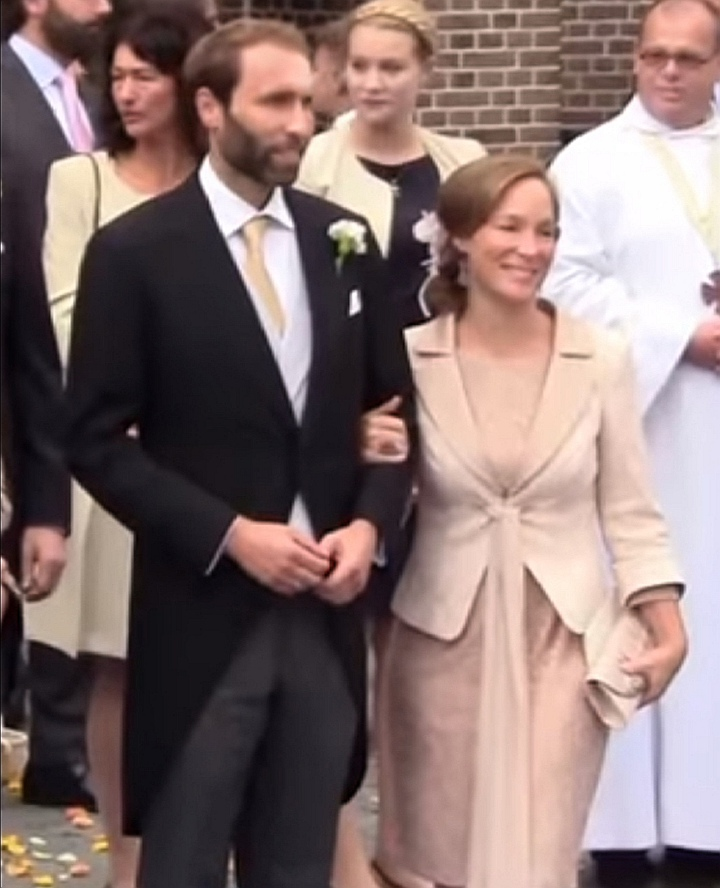
Princezna Margarita se svým druhým manželem na svatbě svého bratra Jaimeho, hraběte z Bardi

Dne 3. května 2008 se provdala za Tjallinga Siebeho ten Catea (* 23. prosince 1975, Dordrecht), právníka De Nederlandsche Bank (Nizozemská národní banka), rovněž člena nizozemské patricijské rodiny. Dne 20. února 2023 oznámili svůj rozvod. Spolu mají dvě dcery:
- Julia Carolina Catharina ten Cate (* 3. září 2008, Amsterdam).[5]
- Paola Cecilia Laurentien ten Cate (* 25. února 2011, Haag).[5] Její kmotrou je princezna Laurentien Nizozemská.

Margarita v současnosti žije ve Wassenaaru.
Princezna Margarita je kmotrou tří z jejích neteří; princezny Cecílie Bourbonsko-Parmské, dcery jejího bratra Karla, vévody z Parmy, princezny Zity Kláry Bourbonsko-Parmské, dcery jejího dvojčete prince Jaimeho, hraběte z Bardi, a Alaïy-Marie Brenninkmeijerové, dcery její jediné sestry princezny Caroliny, markýzy ze Sala.

## Tituly, oslovení a vyznamenání
Narodila se jako dcera vévody a její otec jí 2. září 1996 udělil titul Contessa di Colorno (hraběnka z Colorna). Ve stejném roce jí byl udělen titul Prinses de Bourbon de Parme (Bourbonsko-parmská princezna). Je oslovována jako Hare Koninklijke Hoogheid (Její královská Výsost). Nepatří do rodu Oranžsko-Nasavských, ale jako vnučka královny Juliány je oficiálně členkou širší nizozemské královské rodiny.

### Vyznamenání
- Parmská vévodská rodina: Rytíř Konstantinova řádu sv. Jiří[7]
- Parmská vévodská rodina: Rytíř velkokříže Řádu sv. Ludvíka za občanské zásluhy
- : Nositelka Investurní medaile krále Viléma Alexandra

## Vývod z předků
|                              |                                    |  |                                   |                                              |  |  |  |  |  |  |  | Karel III. Parmský |
|                              |                                    |  |                                   |                                              |  |  |  |  |  |  |  |                    |
|                              | Robert I. Parmský                  |  |                                   |                                              |  |  |  |  |  |  |  |                    |
|                              |                                    |  |                                   |                                              |  |  |  |  |  |  |  |                    |
|                              |                                    |  |                                   | Luisa Marie Terezie z Artois                 |  |  |  |  |  |  |  |                    |
|                              |                                    |  |                                   |                                              |  |  |  |  |  |  |  |                    |
|                              | František Xaver Bourbonsko-Parmský |  |                                   |                                              |  |  |  |  |  |  |  |                    |
|                              |                                    |  |                                   |                                              |  |  |  |  |  |  |  |                    |
|                              |                                    |  |                                   | Michal I. Portugalský                        |  |  |  |  |  |  |  |                    |
|                              |                                    |  |                                   |                                              |  |  |  |  |  |  |  |                    |
|                              | Marie Antonie z Braganzy           |  |                                   |                                              |  |  |  |  |  |  |  |                    |
|                              |                                    |  |                                   |                                              |  |  |  |  |  |  |  |                    |
|                              |                                    |  |                                   | Adelaida z Löwenstein-Wertheim-Rosenbergu    |  |  |  |  |  |  |  |                    |
|                              |                                    |  |                                   |                                              |  |  |  |  |  |  |  |                    |
|                              | Karel Hugo Bourbonsko-Parmský      |  |                                   |                                              |  |  |  |  |  |  |  |                    |
|                              |                                    |  |                                   |                                              |  |  |  |  |  |  |  |                    |
|                              |                                    |  |                                   | Henri de Bourbon, Comte de Lignières         |  |  |  |  |  |  |  |                    |
|                              |                                    |  |                                   |                                              |  |  |  |  |  |  |  |                    |
|                              | Jiří Bourbonsko-Bussetský          |  |                                   |                                              |  |  |  |  |  |  |  |                    |
|                              |                                    |  |                                   |                                              |  |  |  |  |  |  |  |                    |
|                              |                                    |  |                                   | Adrienne de Mailly-Nesle                     |  |  |  |  |  |  |  |                    |
|                              |                                    |  |                                   |                                              |  |  |  |  |  |  |  |                    |
|                              | Magdaléna Bourbonsko-Bussetská     |  |                                   |                                              |  |  |  |  |  |  |  |                    |
|                              |                                    |  |                                   |                                              |  |  |  |  |  |  |  |                    |
|                              |                                    |  |                                   | René de Kerret                               |  |  |  |  |  |  |  |                    |
|                              |                                    |  |                                   |                                              |  |  |  |  |  |  |  |                    |
|                              | Jeanne de Kerret de Quillien       |  |                                   |                                              |  |  |  |  |  |  |  |                    |
|                              |                                    |  |                                   |                                              |  |  |  |  |  |  |  |                    |
|                              |                                    |  |                                   | Marie Léonie Gautier                         |  |  |  |  |  |  |  |                    |
|                              |                                    |  |                                   |                                              |  |  |  |  |  |  |  |                    |
| Margarita Bourbonsko-Parmská |                                    |  |                                   |                                              |  |  |  |  |  |  |  |                    |
|                              |                                    |  |                                   |                                              |  |  |  |  |  |  |  |                    |
|                              |                                    |  | Arnošt II. Lippsko-Biesterfeldský |                                              |  |  |  |  |  |  |  |                    |
|                              |                                    |  |                                   |                                              |  |  |  |  |  |  |  |                    |
|                              | Bernhard Lippsko-Biesterfeldský    |  |                                   |                                              |  |  |  |  |  |  |  |                    |
|                              |                                    |  |                                   |                                              |  |  |  |  |  |  |  |                    |
|                              |                                    |  |                                   | Karolína z Wartenslebenu                     |  |  |  |  |  |  |  |                    |
|                              |                                    |  |                                   |                                              |  |  |  |  |  |  |  |                    |
|                              | Bernhard Nizozemský                |  |                                   |                                              |  |  |  |  |  |  |  |                    |
|                              |                                    |  |                                   |                                              |  |  |  |  |  |  |  |                    |
|                              |                                    |  |                                   | Aschwin Sierstorpffsko-Crammský              |  |  |  |  |  |  |  |                    |
|                              |                                    |  |                                   |                                              |  |  |  |  |  |  |  |                    |
|                              | Armgard Sierstorpffsko-Crammská    |  |                                   |                                              |  |  |  |  |  |  |  |                    |
|                              |                                    |  |                                   |                                              |  |  |  |  |  |  |  |                    |
|                              |                                    |  |                                   | Hedvika Sierstorpffsko-Driburská             |  |  |  |  |  |  |  |                    |
|                              |                                    |  |                                   |                                              |  |  |  |  |  |  |  |                    |
|                              | Irene Nizozemská                   |  |                                   |                                              |  |  |  |  |  |  |  |                    |
|                              |                                    |  |                                   |                                              |  |  |  |  |  |  |  |                    |
|                              |                                    |  |                                   | Bedřich František II. Meklenbursko-Zvěřínský |  |  |  |  |  |  |  |                    |
|                              |                                    |  |                                   |                                              |  |  |  |  |  |  |  |                    |
|                              | Jindřich Meklenbursko-Zvěřínský    |  |                                   |                                              |  |  |  |  |  |  |  |                    |
|                              |                                    |  |                                   |                                              |  |  |  |  |  |  |  |                    |
|                              |                                    |  |                                   | Marie Schwarzbursko-Rudolstadtská            |  |  |  |  |  |  |  |                    |
|                              |                                    |  |                                   |                                              |  |  |  |  |  |  |  |                    |
|                              | Juliána Nizozemská                 |  |                                   |                                              |  |  |  |  |  |  |  |                    |
|                              |                                    |  |                                   |                                              |  |  |  |  |  |  |  |                    |
|                              |                                    |  |                                   | Vilém III. Nizozemský                        |  |  |  |  |  |  |  |                    |
|                              |                                    |  |                                   |                                              |  |  |  |  |  |  |  |                    |
|                              | Vilemína Nizozemská                |  |                                   |                                              |  |  |  |  |  |  |  |                    |
|                              |                                    |  |                                   |                                              |  |  |  |  |  |  |  |                    |
|                              |                                    |  |                                   | Emma Waldecko-Pyrmontská                     |  |  |  |  |  |  |  |                    |
|                              |                                    |  |                                   |                                              |  |  |  |  |  |  |  |                    |